# Église Saint-Aubin de Turquant
L'église Saint-Aubin est une église catholique située à Turquant, en France.

## Localisation
L'église est située dans le département français de Maine-et-Loire, sur la commune de Turquant.

## Historique
L'édifice est classé au titre des monuments historiques en 1967.